# Monte Kapalatmada
El monte Kapalatmada (en indonesio: Gunung Kapalatmada) es una montaña de Indonesia,  el punto culminante la isla de Buru, en las islas Molucas (Maluku). Tiene una altitud de 2700 metros sobre el nivel del mar.